# 8 Mile
8 Mile è un film del 2002 diretto da Curtis Hanson, con protagonista il celebre rapper Eminem.
Il film è ispirato alla vera storia del rapper statunitense e alle difficoltà che ha dovuto affrontare prima di diventare un artista di successo. La canzone Lose Yourself, composta da Eminem stesso per il testo e da Jeff Bass e Luis Resto per la musica, e inserita nella colonna sonora del film, ha vinto il Premio Oscar 2003 per la miglior canzone.

## Trama
Detroit, 1995. Sulla 8 Mile Road, una strada malfamata della città che divide il quartiere bianco da quello nero, Jimmy Smith Jr. (Eminem), detto B-Rabbit, è uno dei pochi ragazzi bianchi che vivono nel quartiere nero che cerca di sfondare nel mondo dell'hip hop, ma deve fronteggiare problemi familiari, specialmente con la madre alcolizzata, il suo compagno Greg, la sua amata sorellina Lily e l'avviso di sfratto.
Jimmy viene iscritto ad una sfida freestyle che non riesce ad affrontare per la sua timidezza e per il suo imbarazzo di essere l'unico bianco a fronteggiare esclusivamente neri. Successivamente riuscirà a prendersi la sua rivincita allo Shelter, il locale dove si sfidavano alcuni aspiranti rapper, e a tirare fuori il suo talento battendo Papa Doc, il "capo" del Free World che spesso aveva colto l'occasione per umiliare lui e i suoi amici.

## Distribuzione
La pellicola è uscita nelle sale americane l'8 novembre 2002, mentre nelle sale italiane il 14 marzo 2003.

## Accoglienza

### Incassi
La pellicola è stata un successo al botteghino: negli Stati Uniti ha incassato 116.750.901 dollari, di cui 51.240.555 nel primo weekend di proiezione, mentre in Italia ha incassato 7.167.558 dollari, per un totale di 242.875.078 di dollari,  a fronte di un budget di produzione di 41.000.000 di dollari.

### Critica
Nel 2012 la rivista Billboard ha stilato una classifica dei migliori film sulla cultura hip hop e 8 Mile è stato messo in seconda posizione.
L'aggregatore di recensioni Rotten Tomatoes riporta che il 75% delle 213 recensioni professionali ha dato un giudizio positivo sul film, con una media di voto di 6,7 su 10. Il consenso della critica riporta: «nonostante la storia risulti troppo familiare, [nel film] c'è abbastanza per farsi coinvolgere». Su Metacritic il film ottiene un punteggio del 77 su 100, basato sul parere di 38 critici.

## Riconoscimenti
- 2003 – Premio Oscar
  - Miglior canzone (Lose Yourself) a Eminem, Jeff Bass e Luis Resto

- 2003 – MTV Movie Awards
  - Migliore performance maschile a Eminem
  - Migliore performance rivelazione maschile a Eminem

- 2003 – Grammy Award
  - Miglior rap cantato a Eminem, Jeff Bass e Luis Resto